# Эффект Марты Митчелл (фильм)
«Эффект Марты Митчелл» (англ. The Martha Mitchell Effect) — короткометражный документальный фильм американских режиссёров Энн Альверг и Дебры Мак-Клатчи, вышедший на экраны в 2022 году. Был номинирован на «Оскар» в категории «Лучший короткометражный документальный фильм».

## Сюжет
Фильм рассказывает об Уотергейтском кризисе 1970-х годов. Его главная героиня — Марта Митчелл, жена генерального прокурора Джона Ньютона Митчелла, которая первой открыто заявила о том, что президент организовывает незаконную прослушку своих оппонентов.

## Премьера и восприятие
Премьерный показ фильма состоялся в 2022 году на виртуальном кинофестивале Сандэнс, где картина получила положительные отзывы. 17 июня 2022 года «Эффект Марты Митчелл» появился на Netflix. 
Фильм номинирован на «Оскар» в категории «Лучший короткометражный документальный фильм».